# Piórków
Piórków – wieś w Polsce, położona w województwie świętokrzyskim, w powiecie opatowskim, w gminie Baćkowice.
Piórków był wsią biskupstwa włocławskiego w województwie sandomierskim w ostatniej ćwierci XVI wieku. Do 1954 roku siedziba gminy Piórków. W latach 1975–1998 miejscowość położona była w województwie tarnobrzeskim.
| SIMC    | Nazwa         | Rodzaj    |
| ------- | ------------- | --------- |
| 0786822 | Dolny Piórków | część wsi |
| 0786839 | Górki         | część wsi |
| 0786845 | Górny Piórków | część wsi |
| 0786851 | Podlesie      | część wsi |
| 0786868 | Załącze       | część wsi |

## Historia
Piórków, u Długosza „Pirkow”, w XVI w. „Pierków”.

### W wieku XIV
Była to z dawna posiadłość biskupów kujawskich. Przechował się dokument datowany z Pirkowa w 1399 r., którym Mikołaj z Kurowa, biskup kujawski, nadał pewne przywileje Przecławowi Młeczkowiczowi, młynarzowi, dla młyna wzniesionego na rzece Łagowicy i zwanego „Wbrogow” (Kod. dypl. Muczk. Rzysz., II, 353).
Według Długosza L.B. (t.II s.466) był tu dwór biskupi Jana Rzeszowskiego i folwark bogaty, 8 łanów kmiecych, 3 ogrodników z rolą. Dziesięcinę, wartości 8 grzywien, pobierał biskup kujawski. Dwie karczmy z rolami płaciły po 1 1/2, grzywny czynszu.
Szczegółowe wyliczenie posług i powinności ciążących na ludności wsi podaje Liber Beneficiorum Długosza w t.I, s.629.
W rejestrze poborowym z 1508 r. Piórków zaliczony jest do rzędu miast wraz z Łagowem, jest to zapewne pomyłka, gdyż w rejestrze z 1578 r. spotykamy wieś „Pierków”, w parafii Łagów, własność biskupa krakowskiego (mylnie, zamiast kujawskiego), mającą 5 łanów i 5 osadników (Pawiński, Kod. Małop. s.189 i s.464).

### W wieku XIX
Piórków opisany jest jako wieś i folwark, w powiecie opatowskim, gminie Piórków, parafia Łagów, odległy od Opatowa 17 wiorst, posiada urząd gminny,
W roku 1882 było tu 135 domów, 799 mieszkańców, 619 mórg ziemi dworskiej i 1394 mórg włościańskiej
Obszar folwarczny stanowi majorat rządowy.
W 1827 r. było tu 51 domów 469 mieszkańców.
Piórków gmina należy do sądu gminnego okręgu III w Łagowie, gdzie jest i stacja poczt., ma 2735 mieszkańców i 7535 mórg obszaru, w tem 2335'mr. ziemi dworskiej. 
W skład gminy wchodzą: Dębiany, Łazy, Piotrów, Piórków i Nieskurzów.
W drugiej połowie XVIII wieku, na życzenie biskupa kujawskiego, dyrektor fabryk żelaznych w dobrach biskupich krakowskich Szobert, zbudował tu wielki piec,  obecnie nieistniejący.
W latach 1954-1972 wieś była siedzibą gromady Piórków.

## Zabytki

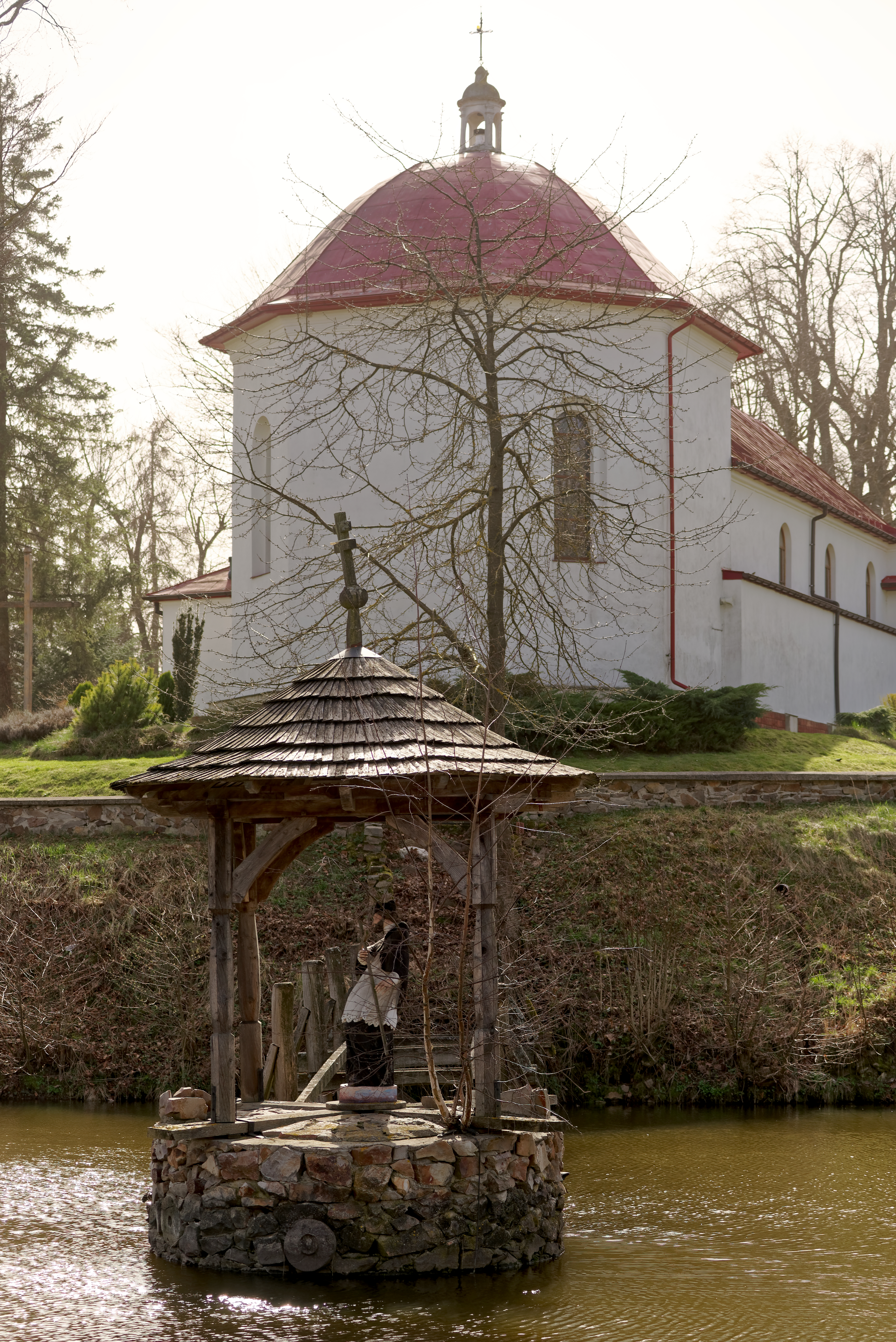

- Kaplica pw. św. Stanisława Biskupa wzniesiona w 1640 roku, obecnie prezbiterium kościoła dobudowanego do niej w latach 1954–1956, wpisana do rejestru zabytków nieruchomych (nr rej.: A.510 z 2.10.1956, z 15.04.1967 i z 16.06.1977)[10].

## Ludzie związani z Piórkowem
- Zbigniew Masternak – ur. w 1978 r., polski prozaik, dramaturg, scenarzysta filmowy.